# Chủ nghĩa quốc túy
Chủ nghĩa quốc túy (国粋主義 Kokusui shugi, Quốc túy chủ nghĩa), là một trong những thuật ngữ dùng để mô tả chủ nghĩa dân tộc Nhật Bản. Các thuật ngữ tương tự như kokusui shugi bao gồm kokka shugi (国家主義, "chủ nghĩa quốc gia") và minzoku shugi (民族主義, "chủ nghĩa dân tộc"). Chủ nghĩa quốc túy nhấn mạnh sự độc đáo của văn hóa và truyền thống Nhật Bản nhằm chống lại sự Âu hóa (欧化主義) và theo đuổi chủ nghĩa bảo thủ; Nihon shugi (日本主義, "chủ nghĩa Nhật Bản") được sử dụng theo nghĩa tương tự.

## Lịch sử
Chủ nghĩa quốc túy dựa trên phong trào Tôn hoàng nhương di (Sonnō jōi), xuất hiện trước khi kết thúc Mạc phủ Edo. Sau Minh Trị Duy tân, nó xuất hiện như một phản ứng đối với chính sách Âu hóa mà chính phủ Đế quốc Nhật Bản theo đuổi; vào thời điểm đó, chính phủ nước này đang thúc đẩy quá trình hiện đại hóa Nhật Bản thông qua việc tích cực du nhập văn hóa phương Tây.
Thuật ngữ chủ nghĩa quốc túy xuất hiện trên tờ báo Nihonjin (日本人), được thành lập năm 1888 tại Seikyōsha, vốn là nơi mà Shiga Shigetaka và Miyake Setsurei từng hoạt động; họ phản đối chính sách Âu hóa của chính phủ Nhật Bản vào thời điểm đó.
Không giống như chủ nghĩa quốc túy thời kỳ đầu, vào giữa thời Minh Trị, hệ tư tưởng chủ nghĩa quốc túy bao trùm quá trình Âu hóa đồng thời bảo tồn văn hóa và lối sống truyền thống của Nhật Bản nhằm phát triển nền văn minh Nhật Bản một cách độc lập.
Chủ nghĩa quốc túy phục vụ như một nguyên tắc hành động của cánh hữu ủng hộ truyền thống hoặc thể chế nhà nước và phản đối phong trào quần chúng xã hội chủ nghĩa; từ các sự kiện ở Mãn Châu quốc vào đầu thời Shōwa cho đến Chiến tranh Trung–Nhật lần thứ hai, nó cũng chuyển thành hệ tư tưởng dân tộc cực đoan trong Hoàng quốc sử quan (皇国史観).
Như vậy, hệ tư tưởng chủ nghĩa quốc túy nhất quán ở chỗ nó là một lý thuyết Quốc thể (Kokutai) nhấn mạnh vào sự trường tồn của thể chế lấy Thiên hoàng (Tennō) làm trung tâm, vốn chưa bao giờ bị cắt rời khỏi huyết thống và luôn thay đổi theo thời gian.